# Lô cốt

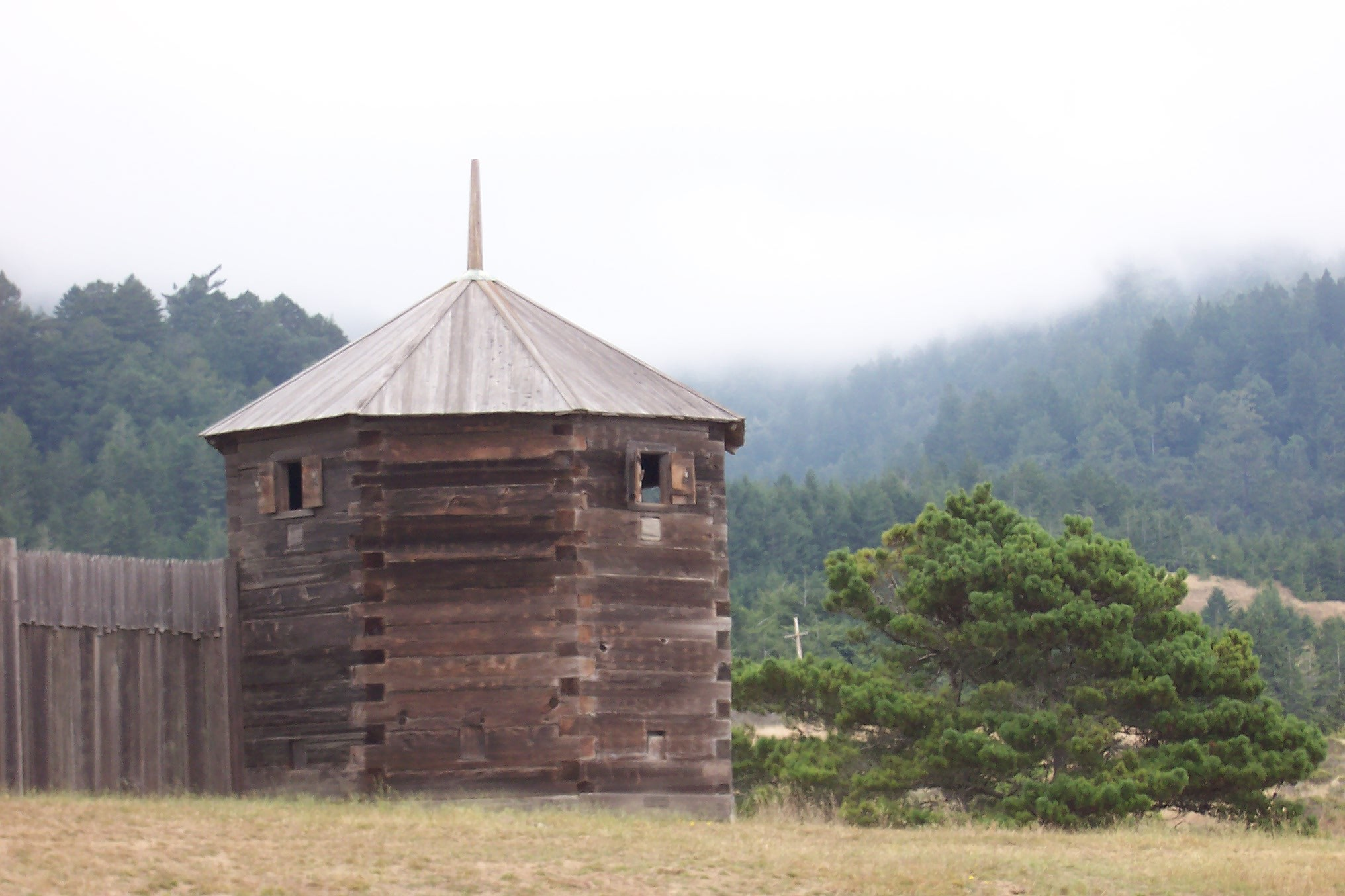
Một lô cốt tại pháo đài Ross, California, Mỹ. Pháo đài Ross là một di tích lịch sử quốc gia của Mỹ về thời kỳ Đế quốc Nga chiếm thuộc địa ở châu Mỹ.

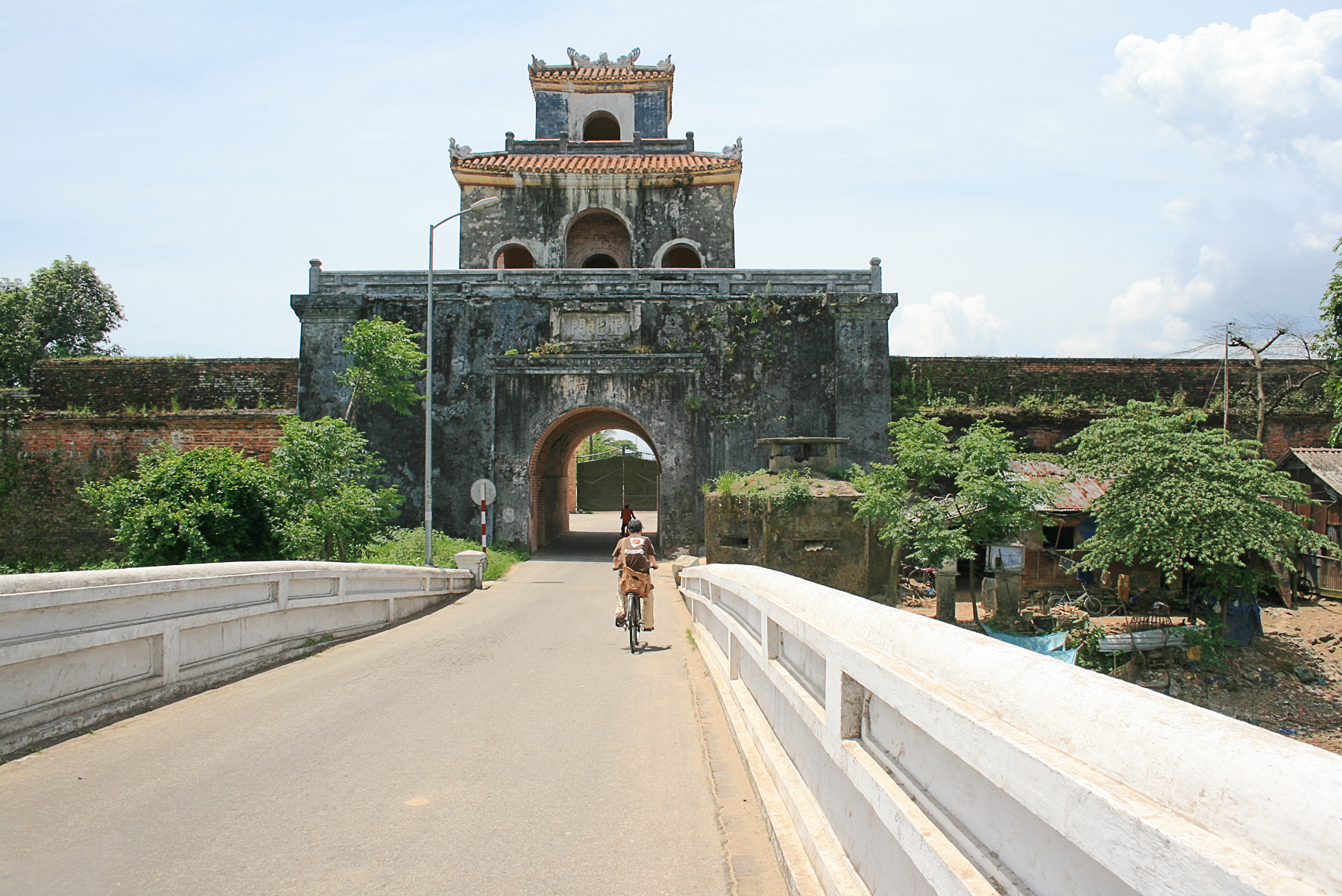
Lô cốt thời Pháp ngay bên tay phải lối vào Chánh Bắc Môn, kinh thành Huế

Lô cốt (phiên âm từ tiếng Pháp: blockhaus, gốc là một từ tiếng Đức) là công trình quân sự chủ yếu để phòng ngự. Lô cốt được xây dựng kiên cố bằng gạch, đá, bê tông... và có lỗ châu mai để bắn ra nhiều phía, có nắp và có nơi nghỉ ngơi cho quân sĩ.
Lô cốt có thể được xây dựng nổi, nửa nổi nửa chìm hoặc lợi dụng sườn núi làm chìm hẳn.
Trong văn thơ, lô cốt được dùng để biểu hiện cho những gì khô khan và nặng nề.
Hiện nay, tại Việt Nam, lô cốt còn được hiểu theo nghĩa bóng dùng để ám chỉ những công trường trên Thành phố Hồ Chí Minh, gây ra do các kế hoạch xây dựng và nâng cấp hệ thống thoát nước cho thành phố.